# 笠岡市立金浦中学校
笠岡市立金浦中学校（かさおかしりつ かなうらちゅうがっこう）は、岡山県笠岡市吉浜にある公立中学校。

## 沿革
- 1947年（昭和22年） - 小田郡金浦町外2ケ村学校組合立金浦中学校として開校
- 1949年（昭和24年） - 県下初の養護学級設置
- 1953年（昭和28年） - 笠岡市立金浦中学校と改称
- 1983年（昭和58年） - 放火による火災で全焼
- 1985年（昭和60年） - 旧校舎の南側新校地に新校舎が落成。
- 2021年（令和03年） - 小中一貫教育の試行をスタート。

## 校訓
- 賢さ・強さ・豊かさ

## 部活動
- 野球部
- 女子バレーボール部
- 男女ソフトテニス部
- 男女バドミントン部
- 男子卓球部
- 吹奏楽部
- 美術工芸部

## 通学区域
- 笠岡市[2]
  - 旭が丘・城見台・西茂平・金浦・吉浜・生江浜・大河・相生・ 大冝・用之江・茂平・有田・押撫・篠坂・入田の全域

## 公立小学校学区
- 笠岡市立金浦小学校[3]
- 笠岡市立城見小学校[3]
- 笠岡市立陶山小学校[3]
- 福山市立野々浜小学校